# Asolene petiti
Asolene petiti е вид коремоного от семейство Ampullariidae.

## Разпространение
Видът е разпространен в Бразилия (Амазонас, Мараняо, Пара, Пиауи, Сеара и Токантинс).